# Scott Simpson
Scott William Simpson (San Diego, 17 settembre 1955) è un golfista statunitense.
Ha conquistato nel 1987 lo U.S. Open.

## Carriera
Giocando per la University of Southern California vinse due medaglie nella NCAA Men's Golf Championship tra il 1976 ed il 1977, anno in cui divenne professionista. Cominciò a giocare nel PGA Tour nel 1979. L’anno seguente si aggiudicò il primo torneo, il Western Open. Il più prestigioso titolo da lui ottenuto fu però lo U.S. Open tenutosi a San Francisco nel 1987, quando all’ultimo giro superò Tom Watson in tre delle ultime buche. Dal 2005 è passato a disputare competizioni all’interno del Champions Tour (1 vittoria). In totale vanta 16 vittorie professionistiche ed una partecipazione alla Ryder Cup 1987.

## Vittorie in carriera

### PGA Tour (7)
| Tornei Major              |
| Altri tornei del PGA Tour |

| N° | Data            | Torneo                                    | Punteggio             | Margine | Secondo/i classificato/i         |
| -- | --------------- | ----------------------------------------- | --------------------- | ------- | -------------------------------- |
| 1  | 6 luglio 1980   | Western Open                              | -7 (70–69–70–72=281)  | 5 colpi | Andy Bean                        |
| 2  | 10 giugno 1984  | Manufacturers Hanover Westchester Classic | -55 (66–68–70–65=283) | 5 colpi | David Graham, Jay Haas, Jay Haas |
| 3  | 5 aprile 1987   | Great Greensboro Open                     | -6 (70–73–69–70=282)  | 1 colpo | Clarence Rose                    |
| 4  | 21 giugno 1987  | U.S. Open                                 | -3 (71–68–70–68=277)  | 1 colpo | Tom Watson                       |
| 5  | 28 maggio 1989  | Atlanta Classic                           | -10 (72–68–71–67=270) | Playoff | Bob Tway                         |
| 6  | 16 maggio 1993  | GTE Byron Nelson Golf Classic             | -10 (65–66–68–71=270) | 1 colpo | Calvin Peete, Tony Sills         |
| 7  | 8 febbraio 1998 | Buick Invitational                        | -12 (69–71–64=204)    | Playoff | Skip Kendall                     |

### Japan Golf Tour (1)
| N° | Data             | Torneo                    | Punteggio            | Margine | Secondo classificato       |
| -- | ---------------- | ------------------------- | -------------------- | ------- | -------------------------- |
| 1  | 29 aprile 1984   | Chunichi Crowns           | -5 (68–73–67–67=275) | Playoff | Isao Aoki                  |
| 2  | 18 novembre 1984 | Dunlop Phoenix Tournament | -6 (71–71–72–68=282) | Playoff | Bernhard Langer            |
| 3  | 1º maggio 1988   | The Crowns(2)             | -6 (71–69–71–67=278) | Playoff | David Ishii, Masashi Ozaki |

## Altre vittorie
- Hawaii State Invitational (4): 1979, 1981, 1993, 1994.
- Perrier Invitational (1): 1990.
- Wal-Mart First Tee Open at Pebble Beach (1): 2006.